# Wladyslaw Piskunow
Wladyslaw Piskunow (ukrainisch Владислав Піскунов, engl. Transkription Vladyslav Piskunov; * 7. Juni 1978 in Nowa Kachowka) ist ein ehemaliger ukrainischer Hammerwerfer.
Er wurde 1994 Juniorenweltmeister, verlor seinen Titel jedoch durch nachträgliche Disqualifikation wegen Dopings. Gegen Ende der 1990er Jahre trat er wieder international in Erscheinung. Bei den Europameisterschaften 1998 in Budapest belegte er den zehnten Platz, bei der Universiade 1999 wurde er Dritter.
Den bedeutendsten Erfolg seiner Karriere erzielte er bei den Leichtathletik-Weltmeisterschaften 1999 in Sevilla. Dort gewann er hinter Karsten Kobs und Zsolt Németh die Bronzemedaille. In der Folge zeigte Piskunow schwankende Leistungen. Bei den Olympischen Spielen 2000 in Sydney und bei den Leichtathletik-Weltmeisterschaften 2001 in Edmonton schied er bereits in der Qualifikation aus. Dagegen holte er bei der Universiade 2001 und bei den Europameisterschaften 2002 in München jeweils die Silbermedaille. Bei den Leichtathletik-Weltmeisterschaften 2003 in Paris/Saint-Denis und bei den Olympischen Spielen 2004 in Athen scheiterte er wiederum in der Qualifikation.
Nachdem er bei einer Kontrolle während der Leichtathletik-Weltmeisterschaften 2005 in Helsinki zum zweiten Mal in seiner Karriere des Dopings überführt worden war, wurde er mit einer lebenslangen Wettkampfsperre belegt.
Wladyslaw Piskunow ist 1,83 m groß und wog zu Wettkampfzeiten 106 kg.

## Bestleistungen
- Hammerwurf: 82,23 m, 27. April 2002, Kiew